# Micrathyria
Genre
Micrathyria est un genre néotropical de la famille des Libellulidae appartenant au sous-ordre des anisoptères dans l'ordre des odonates. Il comprend quarante-six espèces. Les libellules appartenant à ce genre possèdent une face blanche et des yeux de couleur vert.

## Espèces du genreMicrathyria
- Micrathyria aequalis (Hagen, 1861)
- Micrathyria almeidai Santos, 1945
- Micrathyria artemis Ris, 1911
- Micrathyria athenais Calvert, 1909
- Micrathyria atra (Martin, 1897)
- Micrathyria borgmeieri Santos, 1947
- Micrathyria caerulistyla Donnelly, 1992
- Micrathyria cambridgei Kirby, 1897
- Micrathyria catenata Calvert, 1909
- Micrathyria coropinae Geijskes, 1963
- Micrathyria debilis (Hagen, 1861)
- Micrathyria dictynna Ris, 1919
- Micrathyria dido Ris, 1911
- Micrathyria didyma (Selys in Sagra, 1857)
- Micrathyria dissocians Calvert, 1906
- Micrathyria divergens Westfall, 1992
- Micrathyria dunklei Westfall, 1992
- Micrathyria duplicata Navás, 1922
- Micrathyria dythemoides Calvert, 1909
- Micrathyria eximia Kirby, 1897
- Micrathyria hagenii Kirby, 1890
- Micrathyria hesperis Ris, 1911
- Micrathyria hippolyte Ris, 1911
- Micrathyria hypodidyma Calvert, 1906
- Micrathyria iheringi Santos, 1946
- Micrathyria kleerekoperi Calvert, 1946
- Micrathyria laevigata Calvert, 1909
- Micrathyria longifasciata Calvert, 1909
- Micrathyria mengeri Ris, 1919
- Micrathyria occipita Westfall, 1992
- Micrathyria ocellata Martin, 1897
- Micrathyria paruensis Geijskes, 1963
- Micrathyria pirassunungae Santos, 1953
- Micrathyria pseudeximia Westfall, 1992
- Micrathyria pseudhypodidyma Costa, Lourenço & Viera, 2002
- Micrathyria ringueleti Rodrigues, 1988
- Micrathyria romani Sjöstedt, 1918
- Micrathyria schumanni Calvert, 1906
- Micrathyria spinifera Calvert, 1909
- Micrathyria spuria (Selys, 1900)
- Micrathyria stawiarskii Santos, 1953
- Micrathyria surinamensis Geijskes, 1963
- Micrathyria sympriona Tennessen, 2000
- Micrathyria tibialis Kirby, 1897
- Micrathyria ungulata Förster, 1907
- Micrathyria venezuelae De Marmels, 1989